# Elena Ferretti
Pour les articles homonymes, voir Ferretti.
Elena Ferretti (née en 1960 à San Donato Milanese), est une chanteuse italienne d'eurobeat et d'italo disco. 

## Biographie
Elle s'est produite et a enregistré pour de nombreux labels discographiques, sous de nombreux pseudonymes. Sa musique a été produite par plusieurs producteurs italiens de renom, notamment Giacomo Maiolini, Mauro Farina, Sergio Dall'Ora et Giancarlo Pasquini. Elle a souvent collaboré avec Clara Moroni, qui a écrit un grand nombre de ses compositions. Moroni a également fait la plupart des chœurs des chansons de Ferretti pour Time Records. Avec Moroni, elle a fait partie du duo Gipsy and Queen. 
En 2011, elle enregistre et publie une chanson folklorique italienne intitulée Io Libera. Parmi ses succès les plus connus figure la chanson My World (sous le nom de Sophie). La plupart de ses travaux des années 1990 sont enregistrés pour des albums de compilation tels que Super Eurobeat, Maharaja Night, Eurobeat Flash, et d'autres.
The Voice Senior
En novembre 2020, Ferretti participe à The Voice Senior Italia, où elle passe le premier tour avec tous les juges tournant leurs chaises. Elle choisit de rejoindre l'équipe Gigi. Après avoir remporté les demi-finales, elle participe à la grande finale, où elle termine à la deuxième place après le vote du public,,,,. L'année suivante en 2021, elle participe au festival de Sanremo.

## Discographie notable

### Albums studio
- 1982 - Firefly - Firefly III (Mr. Disc Organization)
- 1986 - Radiorama – Desires and Vampires (Ariola)
- 1988 - Gipsy and Queen - Action (Time Records)
- 1989 - Chip Chip - Close To Me (Flea Records)
- 1989 - King Kong and D'Jungle Girls – Boom Boom Dollar (Alfa International)
- 1989 - Macho Gang - Macho and Lions (Macho Records)
- 1989 - Sophie - My World (Victor)
- 1989 - Sophie - Tales To Tell (Time Records)
- 1991 - Gipsy and Queen - Love and Passion (Alfa International)
- 1991 - Sophie - Maxi-Singles (Asia Pride)
- 1991 - Sophie - The Only Reason (Victor)
- 1992 - Moltocarina - Voice of the Night (Alfa International)
- 1993 - Gipsy and Queen - The Best of (Loading Bay Records)
- 1993 - Sophie - The Best of (Loading Bay Records)
- 1995 - King and Queen - Season (Avex Trax)
- 1995 - Sophie - Stop The Music (Avex Trax)
- 1995 - Valentina - Your Love (Avex Trax)
- 1996 - Rose - Memories (The Best of) (Polish Bootleg)
- 1997 - Helena - With You (Avex Trax/Time Records)
- 1999 - Gipsy and Queen - Boy Toy (Time Records)
- 2000 - Sophie - Make it Feel Good (Avex Trax)
- 2002 - Valentina - That You Want (A-Beat.C)
- 2009 - Groove Twins – Super Eurobeat presents Groove Twins Special Collection (Rodgers and Contini Records, iTunes)
- 2009 - Valentina - Super Eurobeat presents Valentina Special Collection (Rodgers and Contini Records, iTunes)